# Liceo statale Giuseppina Guacci
Il liceo statale "Giuseppina Guacci" è stato fondato come istituto magistrale nel 1872 a Benevento, e risulta essere uno degli istituti più antichi d'Italia.

## Storia
L'Istituto Guacci nacque nel 1872 come "Scuola Magistrale femminile" con sede nel palazzo Cosentini. Con il decreto di regificazione, nel 1886 la scuola divenne "Scuola Normale femminile governativa" ed ebbe come nuova sede palazzo Mosti. Dal 1892 la scuola venne intitolata alla poetessa napoletana Maria Giuseppa Guacci. Nel 1923, con la riforma Gentile, la scuola normale divenne Istituto Magistrale e, nel 1972 si trasferì nella sede recente.

## Strutture
Oltre alla sede centrale in via Nicola Calandra, vi è una succursale in via Francesco Compagna.

### Museo e raccolta strumenti didattici
Nell'istituto sono conservate collezioni di strumenti scientifici, di campioni naturalistici e di modelli anatomici di valore storico, risalendo alla data di fondazione dell'istituto.